# Liste von Zwischenfällen mit der Martin 4-0-4
Die Liste von Zwischenfällen mit der Martin 4-0-4 zeigt eine Übersicht über Zwischenfälle mit Todesfolge oder Totalschaden von Flugzeugen des Typs Martin 4-0-4.
Während der Einsatzzeit der Martin 4-0-4 kam es vom Erstflug im Oktober 1950 bis Februar 2008 zu 27 Totalverlusten des Flugzeugs, von dem 103 Exemplare gebaut worden waren. Bei 9 dieser Zwischenfälle kamen insgesamt 102 Menschen ums Leben, bei 18 waren keine Todesfälle zu beklagen. Vollständige Liste:

## 1950er-Jahre
- Am 19. Februar 1955 prallte eine Martin 4-0-4 der US-amerikanischen Trans World Airlines (TWA) (Luftfahrzeugkennzeichen N40416) nach dem Start vom Flughafen Albuquerque nach Santa Fé in dichten Wolken gegen den Gebirgszug Sandia, in einer Höhe von rund 3000 Meter und 21 Kilometer nordöstlich des Startflughafens. Die dreiköpfige Besatzung und die 13 Passagiere waren sofort tot. Dies war der erste Totalverlust einer Martin 4-0-4. Der unausgesprochene Verdacht eines erweiterten Selbstmordes durch Flugkapitän Ivan Spong konnte erst in jahrelangen Recherchen der Pilotenvereinigung ALPA ausgeräumt werden. Ursache des Unglücks war ein hängengebliebener Kurskreisel (siehe auch Trans-World-Airlines-Flug 260).[2][3]

- Am 17. Februar 1956 stürzte eine Martin 4-0-4 der US-amerikanischen Eastern Airlines (N445A) beim Anflug auf den Owensboro-Daviess County Regional Airport (Kentucky, USA) ab. In regnerischem Wetter kam es zum Strömungsabriss, nach dem das Flugzeug in Rückenlage kurz vor der Landebahn 05 liegen blieb. Alle Insassen überlebten den schweren Unfall.[4][5]

- Am 1. April 1956 stürzte eine Martin 4-0-4 der Trans World Airlines (TWA) (N40403) kurz nach dem Start 500 Meter südwestlich des Greater Pittsburgh Airport ab. Nach einer (nur optischen) Feuerwarnung in 30 Metern Höhe wurde das linke Triebwerk abgestellt, wobei der Propeller durch unkoordiniertes Handeln der beiden Piloten in der sehr kurzen zur Verfügung stehenden Zeit nicht in die Segelstellung gebracht wurde. Aufgrund des zu hohen Luftwiderstands kam es zur Bodenberührung. Von den 36 Insassen kamen 22 ums Leben (siehe auch Trans-World-Airlines-Flug 400).[6][7]

- Am 15. November 1956 fiel bei einer Martin 4-0-4 der Trans World Airlines (TWA) (N40404) nach dem Start vom Flughafen Las Vegas-McCarran (Nevada, USA) das Triebwerk Nr. 2 (rechts) aus. Die Maschine wurde mit weit überhöhter Geschwindigkeit angeflogen und sprang nach dem ersten Aufsetzen auf der Landebahn mehrmals wieder in die Luft. Beim Versuch des Durchstartens mit nur einem laufenden Motor schlug die linke Tragfläche auf dem Boden auf. Das Flugzeug wurde irreparabel beschädigt, aber alle 38 Insassen überlebten.[8]

- Am 10. März 1957 wurde eine Martin 4-0-4 der Eastern Airlines (N453A) bei der Landung auf dem Flughafen Louisville (Kentucky, USA) zerstört. Die Landung war derart hart, dass die linke Tragfläche am Rumpf komplett abbrach und das Flugzeug sich auf den Rücken drehte. Erstaunlicherweise überlebten alle 34 Insassen den Totalschaden, lediglich ein Passagier wurde schwer verletzt.[9][10]

- Am 14. November 1957 verunglückte eine Martin 4-0-4 der Eastern Airlines (N492A) bei einer extrem harten Landung auf dem Flughafen Massena-Richards Field (New York, USA). Beim ersten Aufschlag brach das rechte Triebwerk aus der Tragfläche heraus. Die Maschine sprang wieder in die Luft, schlug erneut hart auf, geriet von der Landebahn ab und raste über einen Rollweg. Dabei brach auch das linke Triebwerk ab. Alle fünf Insassen überlebten den schweren Unfall.[11][12]

- Am 17. März 1958 brannte eine Martin 4-0-4 der Eastern Airlines (N496A) nach der Landung auf dem Flughafen Melbourne in Melbourne (Florida) (USA) aus. Das linke Hauptfahrwerk hatte einen durch den Flughafenbetreiber nicht markierten Kieshaufen am Landebahnanfang gestreift und war während des Ausrollens zusammengebrochen. Das Flugzeug fing Feuer und brannte aus. Alle 10 Insassen überlebten.[13]

## 1960er-Jahre
- Am 22. August 1962 musste eine Martin 4-0-4 (N40401) der US-amerikanischen Piedmont Airlines nach einem Landeunfall in Wilmington (North Carolina) als Totalverlust abgeschrieben werden. Durch einen technischen Defekt ging einer der Propeller in die Umkehrschubstellung, weshalb die Maschine von der Landebahn abkam. Die drei Besatzungsmitglieder, die einen Trainingsflug absolvierten, überlebten den Zwischenfall.[14]

- Am 2. Juli 1963 verunglückte eine Martin 4-0-4 der US-amerikanischen Mohawk Airlines (N449A) beim Start vom Rochester Municipal Airport im Monroe County (New York) während eines schweren Gewitters. Kurz nach dem Abheben schlug die linke Tragfläche auf den Boden. Bei dem Unfall kamen von den 43 Insassen 7 ums Leben, zwei Besatzungsmitglieder und fünf Passagiere.[15]

- Am 9. Juli 1966 fuhr das Fahrwerk einer in auf dem Flughafen Roanoke in Roanoke (Virginia) geparkten Martin 4-0-4 der Piedmont Airlines (N40446) aus ungeklärtem Grund ein. Die 42 Insassen bleiben unverletzt. Aufgrund der Schäden wurde die Maschine als Totalverlust verbucht.[16]

- Am 20. November 1966 kollidierte eine Martin 4-0-4 der Piedmont Airlines (N40406), die ohne Passagiere zum New Bern Airport (North Carolina) überführt werden sollte, im Anflug mit mehreren Bäumen und stürzte 5 Kilometer südlich des Flughafens in den Wald. Die drei Besatzungsmitglieder kamen ums Leben.[17]

- Am 1. Januar 1968 verunglückte eine Martin 4-0-4 der US-amerikanischen Southern Airways (N251S) bei der Landung auf dem University-Oxford Airport in Oxford (Mississippi) (USA). Die Maschine, die sich auf einem Positionierungsflug befand, setzte noch vor dem Landebahnanfang auf, woraufhin das Fahrwerk zusammenbrach. Alle drei Besatzungsmitglieder überlebten. Das Flugzeug wurde irreparabel beschädigt.[18]

## 1970er-Jahre
- Am 30. Mai 1970 kam es an einer Martin 4-0-4 der US-amerikanischen Le High Acres Development Comp. (N40412) nach dem Start vom Flugplatz DeKalb–Peachtree (Georgia, USA) zu einem Leistungsverlust im Triebwerk Nr. 2 (rechts), gefolgt von einem ähnlichen in der Nr. 1 (links). Der Kapitän entschied sich zu einer Notlandung auf einer Landstraße. Nachdem das Flugzeug rund 800 Meter weit gerutscht war, rammte es einen Personenwagen und die Seite einer Brücke. Das Flugzeug wurde irreparabel beschädigt. Von den 33 Insassen kam ein Passagier ums Leben, außerdem wurden 5 Personen im Pkw getötet.[19]

- Am 2. Oktober 1970 wurde eine Martin 4-0-4 der US-amerikanischen Golden Eagle Aviation (N464M) 17 Kilometer westlich von Silver Plume (Colorado, USA) in ansteigendes Gelände geflogen, da es keine Möglichkeit mehr gab, über dieses hinweg zu steigen. Das Flugzeug schlug rund 80 Kilometer westlich von Denver im Gelände auf, in einer Höhe von 3.280 Metern (10.750 Fuß). Der Erste Offizier Ronald C. Skipper (Präsident von Golden Eagle) war auf dem Charterflug bewusst von der normalen Strecke abgewichen, um einen Sightseeing-Flug durch die Berge und den 3.655 Meter (11.990 Fuß) hohen Loveland Pass zu machen. Da sich die Piloten nicht über die Leistungsparameter und Begrenzungen des Flugzeugtyps informiert hatten, reichte die mögliche Steigleistung nicht mehr dafür aus, die Berge zu überfliegen. Die Piloten der überladenen Maschine hatten auch keine Flugvorbereitung für die geflogene Strecke von Denver zum Flughafen Logan-Cache gemacht. Das Flugzeug war 3 Jahre lang geparkt gewesen und am 11. September 1970 nur mit einem Lufttüchtigkeitszeugnis für einen Überführungsflug ohne Passagiere ausgestattet worden. Von den 40 Insassen wurden durch diesen CFIT (Controlled flight into terrain) 32 getötet, der Kapitän und eine Stewardess sowie 30 Passagiere. Es war der schwerste Unfall einer Martin 4-0-4, gemessen an der Anzahl der Todesopfer.[20][21]

- Am 7. August 1974 wurde mit einer Martin 4-0-4 der kolumbianischen Aeroproveedora Proa (HK-1485) im Gegenanflug auf den Flughafen Mariquita (Kolumbien) ein Ausfall des Triebwerks Nr. 1 (links) simuliert, indem die Leistung zurückgenommen wurde. Im Endanflug kam es zu einem Strömungsabriss; die Maschine stürzte 500 Meter südlich vor der Landebahn zu Boden. Von den sechs Insassen auf dem Trainingsflug kamen 2 ums Leben, je ein Besatzungsmitglied und Passagier. Das Flugzeug wurde irreparabel beschädigt.[22]

- Am 1. September 1974 geriet eine Martin 4-0-4 der US-amerikanischen GSD Aircraft Leasing (N40427) auf dem Flughafen Norfolk Regional (Virginia, USA) in Brand und wurde zerstört. Über Personenschäden ist nichts bekannt.[23]

- Am 20. Januar 1977 verunglückte eine Martin 4-0-4 der bolivianischen CAMBA (CP-1317) bei der Landung auf dem Flughafen El Peru del Apere (Bolivien). Da der erste Teil der Landebahn durch Rinder blockiert war, konnte der Kapitän erst nach der Hälfte der nassen Landebahn aufsetzen. Als das linke Hauptfahrwerk auch noch in ein größeres Schlagloch geriet, brach es zusammen. Die Maschine drehte nach links und überrollte das Landebahnende. Das Flugzeug wurde irreparabel beschädigt. Alle 6 Insassen des Frachtfluges, vier Besatzungsmitglieder und 2 Passagiere, überlebten den Unfall.[24]

- Am 18. November 1978 wurde eine privat auf den US-Amerikaner J. Whaley zugelassene Martin 4-0-4 (N13415) bei Punta Fija (Venezuela) nach einem Triebwerksausfall im Golf von Venezuela notgewassert. Alle drei Insassen, zwei Besatzungsmitglieder und ein Passagier, überlebten den Unfall.[25]

- Am 16. November 1979 ging an einer Martin 4-0-4 der US-amerikanischen Nevada Airlines (N40438) unmittelbar nach dem Abheben vom Flughafen Grand Canyon National Park (Arizona, USA) der linke Propeller in die Segelstellung. Da das Flugzeug außerdem in einen Fallwind geriet, die Dichtehöhe sehr groß war und das Gelände voraus anstieg, sank das Flugzeug und kollidierte 2300 Meter vom Startbahnende mit Bäumen und stürzte ab. Alle 44 Insassen, drei Besatzungsmitglieder und 41 Passagiere, überlebten den Unfall. Das Flugzeug wurde durch den Brand nach dem Aufschlag zerstört.[26]

- Am 12. Dezember 1979 verunglückte eine Martin 4-0-4 der bolivianischen CAMBA (CP-1440) in der Nähe des Startflugplatzes Apolo (Bolivien). Auf dem angeblichen Frachtflug befanden sich 11 Personen, von denen 10 getötet wurden. Das Flugzeug wurde zerstört.[27]

## 1980er-Jahre
- Am 15. Juli 1981 wurde eine Martin 4-0-4 der bolivianischen CAMBA (CP-1318) im Departament Beni (Bolivien) irreparabel beschädigt. Die näheren Umstände sind nicht bekannt. Menschen kamen nicht zu Schaden.[28]

- Am 15. Mai 1982 fiel beim Start einer privat auf den US-Amerikaner Clayton V. Curtis zugelassenen Martin 4-0-4 (N40445) vom Flugplatz Madera Municipal (Kalifornien, USA) in knapp 100 Metern Höhe das Triebwerk Nr. 2 (rechts) aus. Beim Versuch der Rückkehr landete die Maschine in einem Weizenfeld und wurde irreparabel beschädigt. Beide Piloten, die einzigen Insassen auf dem Überführungsflug, überlebten den Unfall.[29]

- Am 19. August 1985 fiel bei einer Martin 4-0-4 der bolivianischen Compañia Aérea Nacional - CAN (CP-1704) kurz nach dem Start vom Flughafen La Paz-El Alto (Bolivien) ein Triebwerk aus. Bei der Notlandung während der Rückkehr zum Flugplatz streifte die Maschine den Flughafenzaun und wurde irreparabel beschädigt. Die drei Besatzungsmitglieder, die einzigen Insassen, überlebten den Unfall.[30]

- Am 27. Juni 1986 verunglückte eine Martin 4-0-4 der US-amerikanischen Frontier Airways (N40443) beim Start vom Flugplatz Johnson County (Wyoming, USA). Die Maschine war mit rund 2300 Litern Schädlingsbekämpfungsmitteln beladen, hob nach einem langen Startlauf kurz ab und setzte dann wieder auf. Das Flugzeug war für die Startbahnlänge von 4500 Fuß (1370 Metern) um ziemlich genau 3000 Kilogramm überladen. Es schlug gegen einen 3,70 Meter hohen Erdhügel, drehte sich auf den Rücken und fing Feuer. Der Kapitän hatte nur eine Privatpilotenlizenz; ein Medizinisches Tauglichkeitszeugnis war ihm verweigert worden. Weder er noch der Erste Offizier hatten irgendeine Flugerfahrung auf der Martin 4-0-4. Alle 3 Insassen, die zwei Piloten und ein Passagier, wurden getötet.[31]

- Am 16. Juni 1987 kam es bei einer Martin 4-0-4 der bolivianischen CAMBA (CP-1570) während eines Testfluges zu Fehlzündungen. Außerhalb des Flugplatzes wurde bei Paraparau (Bolivien) eine Notlandung im Gelände als Bauchlandung ausgeführt. Dabei wurde das Flugzeug irreparabel beschädigt. Alle drei Besatzungsmitglieder überlebten den Unfall.[32]

- Am 18. September 1989 wurde eine Martin 4-0-4 der US-amerikanischen Aero Virgin Islands (N40425) auf dem Flughafen San Juan (Puerto Rico, USA) durch den Hurrikan Hugo irreparabel beschädigt. Personen kamen nicht zu Schaden.[33]

## 1990er-Jahre
- Am 7. April 1990 verunglückte eine Martin 4-0-4 der bolivianischen Transportes Aéreos Samuel Selum - TASS (CP-1738) bei einer Notlandung auf dem Flugplatz Camiare bei Santa Ana del Yacuma (Bolivien). Dort war die Maschine auch für einen Frachtflug nach La Paz gestartet, als das Triebwerk Nr. 2 (rechts) nach 7 Minuten starke Vibrationen entwickelte. Bei der Notlandung mit Rückenwind brach das rechte Hauptfahrwerk zusammen. Das Flugzeug wurde irreparabel beschädigt. Alle drei Besatzungsmitglieder überlebten den Unfall. Dies war der letzte Totalverlust einer Martin 4-0-4.[34]